# Stan Winston
Stanley Winston (7. dubna 1946 Arlington, Virginie – 15. června 2008 Malibu, Kalifornie) byl americký specialista na filmové efekty a masky a také sám filmy režíroval. Mezi jeho největší díla patří práce na filmových sériích Terminátor, Jurský park nebo Vetřelec a Predátor a dále na filmech Iron Man a Střihoruký Edward. Za svou práci získal celkem 4 Oscary.
Winston velmi často spolupracoval s Jamesem Cameronem. Sám vlastnil několik studií filmových efektů včetně Stan Winston Digital.

## Kariéra
Winston vystudoval střední školu Washington-Lee ve Virginii, kterou ukončil roku 1964. Po absolvování University of Virginia, kde studoval malování, roku 1969 se přestěhoval do Hollywoodu, kde se ucházel o práci herce. Neúspěch jej však přivedl na dráhu maskéra ve studiích Walta Disneyho.

### 70. léta
Roku 1972 zakládá svou vlastní společnost Stan Winston Studios a získává cenu Emmy za práci na filmu Gargoyle. Během následujících sedmi let je vždy nominován na ceny Emmy a další získává 1974 za dílo The Autobiography of Miss Jane Pittman.

### 80. léta
V roce 1982 dosáhl na svou první nominaci na Oscara za film Heartbeeps, avšak cenu samotnou vyhrává roku 1984 za efekty ve filmu Terminátor. Film se stal velmi úspěšným hitem a Winston tak začal spolupráci s filmovým režisérem Jamesem Cameronem. Společně později pracují na snímku Vetřelci (1986).
V roce 1987 byl Winston povolán k natáčení filmu Predátor, kde selhala původně najatá společnost, která nebyla schopna vytvořit kostým mimozemšťana, který by splňoval představy tvůrců. Winstona pro tuto úlohu doporučil představitel Alana „Dutche“ Schaefera, Arnold Schwarzenegger, protože s Winstonem měl výborné zkušenosti právě ze snímku Terminátor.
Koncem osmdesátých let ještě opětovně pracuje na snímku Predátor 2 a režíruje svůj vlastní film Pumpkinhead, kde do role záporné postavy obsadil svého žáka filmových efektů a masek, Toma Woodruffa jr..

### 90. léta
V roce 1991 přichází do kin film Terminátor 2: Den zúčtování za který Winston získává 2 Oscary – za nejlepší filmové efekty a za nejlepší masky. Proslavil se také tvorbou modelů vetřelců pro stejnojmennou sérii filmů a animatronickými dinosaury pro všechny tři filmy s tematikou Jurského parku.

### Smrt
Stan Winston zemřel ve svých 62 letech po sedmiletém boji s rakovinou.
| „                       | Zábavní průmysl přišel o svého génia a já ztratil jednoho z nejlepších přátel | “ |
| — Arnold Schwarzenegger |                                                                               |   |

## Ceny Akademie
- 1982: Nominace v kategorii Nejlepší Makeup: Heartbeeps
- 1987: Výhra v kategorii Nejlepší Vizuální Efekty: Vetřelci
- 1988: Nominace v kategorii Nejlepší Vizuální Efekty: Predátor
- 1991: Nominace v kategorii Nejlepší Makeup: Střihoruký Edward
- 1992: Výhra v kategoriích – Nejlepší Vizuální Efekty & Nejlepší Makeup: Terminátor 2: Den zúčtování
- 1993: Nominace v kategorii Nejlepší Makeup: Batman se vrací
- 1994: Výhra v kategorii Nejlepší Vizuální Efekty: Jurský park
- 1998: Nominace v kategorii Nejlepší Vizuální Efekty: Ztracený svět: Jurský park
- 2002: Nominace v kategorii Nejlepší Vizuální Efekty: U.I. Umělá Inteligence